# Jules Alfred Giess

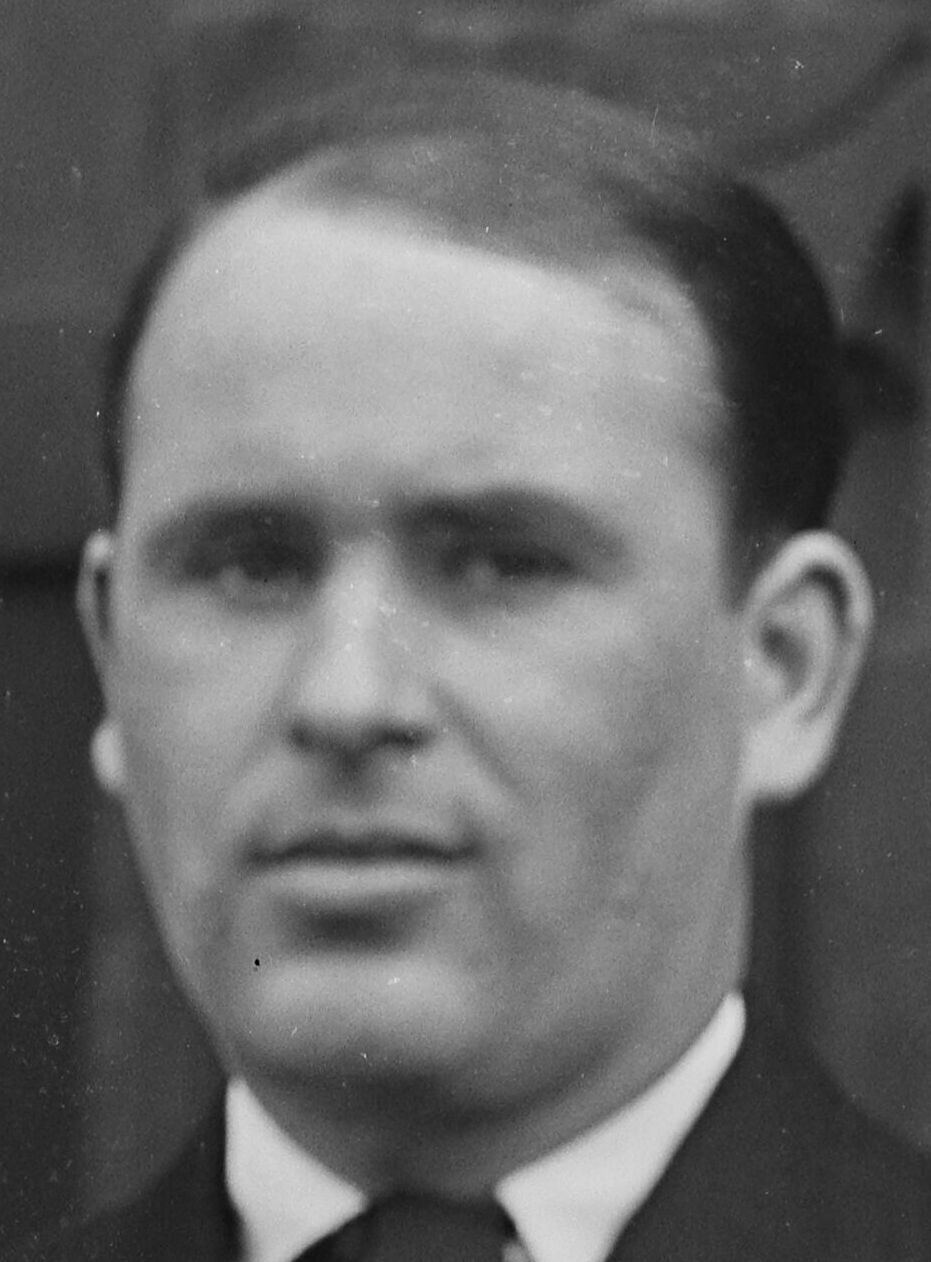
Alfred Giess, 1929

Jules Alfred Giess (* 21. April 1901 in Morschwiller-le-Bas, Département Haut-Rhin; † 26. September 1973 in Gray, Département Haute-Saône) war ein französischer Maler, der vor allem Landschaften, Stillleben, Akte und Porträts in vorwiegend verhaltener Farbgebung malte. Er wird in der Regel der Neuen Sachlichkeit zugeordnet. Ab 1963 war er Präsident der Pariser Académie des Beaux-Arts, deren Mitglied er ab 1955 war.

## Leben
Nach einer Lehre in einem Zeichenatelier für Stoffdruckmuster in der elsässischen Stadt Mülhausen ging der Sohn eines Kunsttischlers 1924 nach Paris, um im Atelier von Jean Pierre Laurens Malerei zu studieren. Giess machte rasch Fortschritte und errang zahlreiche Auszeichnungen, darunter 1929 den Premier Grand Prix de Rome. 1930–33 war er Stipendiat der römischen Villa Medici, 1933/34 der Casa de Velázquez in Madrid. Seine erste Einzelausstellung hatte er 1937 in der Pariser Galerie Charpentier. Nach einem Wehrdienst 1939/40 zog sich Giess in die Heimat seiner Frau zurück, die Franche-Comté, die im Süden an das Elsass grenzt. Sie wohnten in Champlitte. Hier betrieb der naturverbundene Maler auch Landwirtschaft. Die Verbindung nach Paris hielt er nur durch Einreichungen zu den Salon-Ausstellungen aufrecht, auf denen die Stadt Paris und der französische Staat regelmäßig Giess-Gemälde erwarben. 1954 kehrte Giess nach Paris zurück. 1955 wurde er Mitglied und 1963 Präsident der Akademie der Schönen Künste. 1968 erhielt er den Prix d’Aumale der Akademie für die Qualität seiner Malerei. Giess stellte unter anderem in New York (1962), München (1963) und Zürich (1968) aus. Seiner Heimat blieb er vor allem durch mehrere Biennalen verbunden, die er in Mülhausen organisierte. Dort führte er auch Wandmalereien in öffentlichen Gebäuden aus.
Giess’ Gemälde finden sich heute in zahlreichen in- und ausländischen Sammlungen. Eine von ihm gemalte häusliche Sterbeszene von 1927 hängt in Deutschlands einzigem Museum für Sepulkralkultur in Kassel. Biographische Angaben finden sich im Allgemeinen Künstlerlexikon (AKL).